# De Dream
De Dream é um filme de drama neerlandês de 1985 dirigido e escrito por Pieter Verhoeff. Foi selecionado como representante dos Países Baixos à edição do Oscar 1986, organizada pela Academia de Artes e Ciências Cinematográficas.

## Elenco
- Peter Tuinman - Wiebren Hogerhuis
- Huub Stapel - inspetor
- Joke Tjalsma - Ymkje Jansma
- Freark Smink - Pieter Jelsma
- Hans Veerman - comissário
- Adrian Brine - oficial
- Jan Arendsz - Allard Dijkstra